# ソール・インウィクトゥス

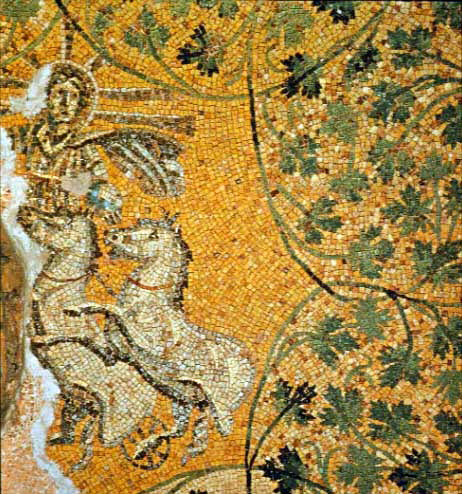
「ソール・インウィクトゥス」風にまとったイエス・キリスト（バチカン地下から見つかったモザイク画）

ソール・インウィクトゥス（ラテン語: Sol invictus、「不敗の太陽」の意味）は、ローマ帝国後期に盛んに信仰された太陽神であり、兵士の守護神でもあった。

## 概要
『ローマ皇帝群像』によると、ソール・インウィクトゥスはローマ皇帝エラガバルス（在位：218年 - 222年）がシュリアのエメサからローマへもたらした信仰（エーラーガバール）であるという。ローマ帝国内で次第に盛んになり、西暦274年12月25日にはアウレーリアーヌス皇帝はそれを伝統的なローマの様々な信仰と並んで、これを正式な信仰とした。現在これは、古代ラテンのソールの信仰の再建であったのか、エーラーガバールの信仰の復活であったのか、それとも完全に新しいものかについて、学者たちの意見は分かれている。 
この神はアウレーリアーヌス帝後の皇帝たちにも支持され、彼らの時代の硬貨にも現れ、コーンスタンティーヌス1世の治世の最後まで続いた。ソール・インウィクトスに言及している最後の碑文は西暦387年にさかのぼり 、5世紀には信者が相当いたため、キリスト教神学者のアウグスティーヌスは彼らに対して信じないように説教する必要があると考えた。

## 他宗教との関係

### ユダヤ教
ユダヤ教のシナゴーグのモザイクで、中央に太陽、12の黄道帯の星座に囲まれ、星座に不正確に関連付けられた4つの季節といった太陽の伝統的なイメージは、初期のユダヤ人の芸術でも使用されてきた。

### キリスト教
一部の歴史家によると、12月25日はソール・インウィクトゥスの祭りの日であったため、クリスマスはこの日に設定されたという。この説は、特に18世紀と19世紀に広く喧伝された。

## 写真集

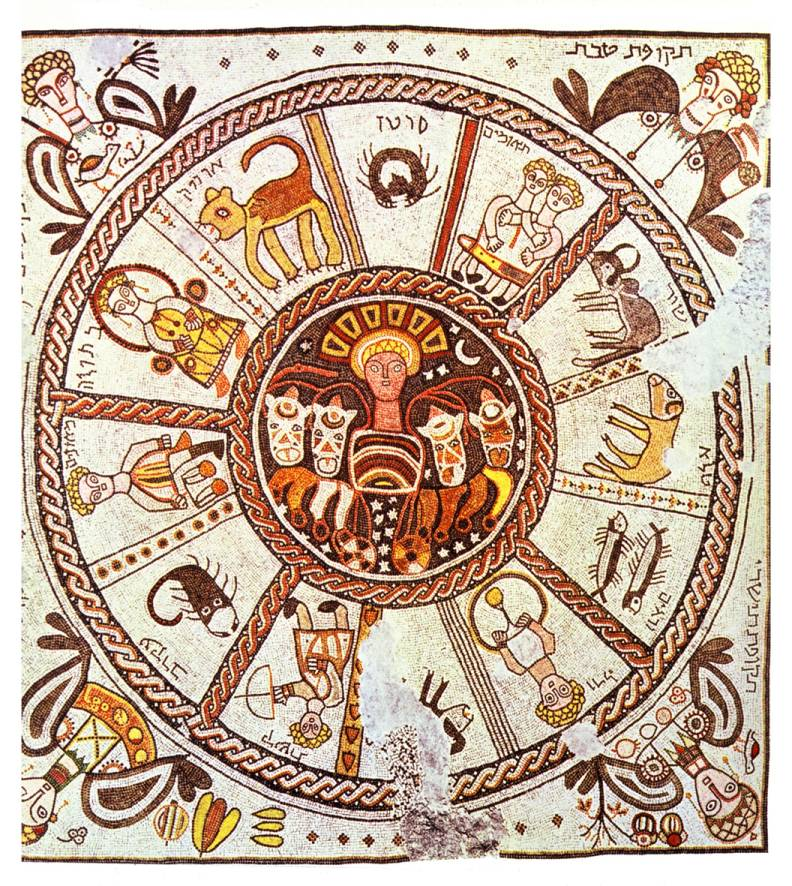
ベト・アルファのシナゴーグのモザイク画
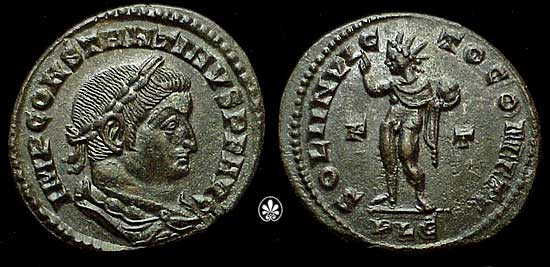
コーンスタンティーヌス1世のコイン